# 海辺の石段
「海辺の石段」（うみべのいしだん）は、1969年10月1日にシングルが発売されたジャッキー吉川とブルー・コメッツの楽曲である。ブルー・コメッツの楽曲としてこの曲で初めて、作詞になかにし礼が起用された。また、当時日本ではまだ珍しかった電気琴を使用し、売り上げの大幅な底上げを狙って発売された。結果的には、オリコンチャートは最高順位が18位であり、ブルー・コメッツの楽曲だけで見ると目立った順位変化もない作品となった。
B面は「冬の嵐」（ふゆのあらし）。ソロパートを井上忠夫が1人で担当した。ちなみに、ダブルジャケット仕様の本作のレコードジャケットのうち、「冬の嵐」の方で使われたメンバーの写真が、1971年9月10日に発売した「虹と雪のバラード」のレコードジャケットに、そのまま流用されている。

## 収録曲
※いずれも作詞：なかにし礼、編曲：森岡賢一郎
1. 海辺の石段
  - 作曲:井上忠夫
2. 冬の嵐
  - 作曲:鈴木邦彦